# Dagbladsstafetten

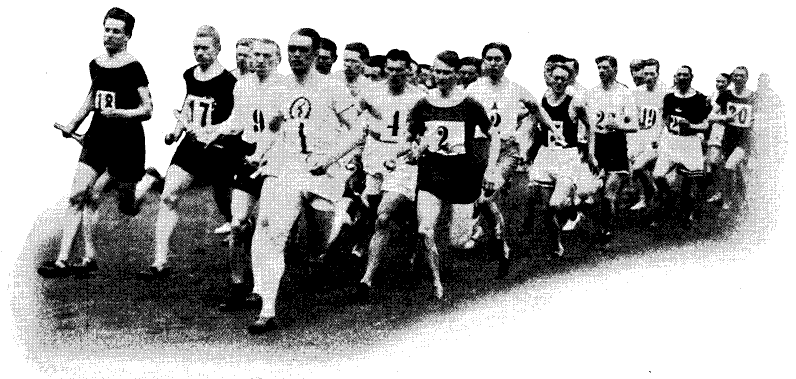
Dagbladsstafetten, deltagarna på väg ut ur stadion 27 maj 1923.

Dagbladsstafetten är en tävling i stafettlöpning som arrangeras i Sverige av den svenska tidningen Svenska Dagbladet. Evenemanget hade premiär 1913, på initiativ av Kristian Hellström som sett Potsdam-Berlinstafetten i Tyskland. Tävlingen är årlig, och brukar anordnas i maj-juni. Premiäråret 1913 hade tävlingen endast en herrklass. Sedan har nya klasser tillkommit; damklass, ungdomsklasser och veteranklass .
Intresset kulminerade i slutet av 1970-talet, med ungefär 400 deltagande lag med totalt 3 000 löpare i olika indelningsklasser. Under 1980-talet började intresset minska. Den 13 maj 2007 beslutade man att för första gången ställa in tävlingen, som kommande lördag skulle avgjorts för 95:e gången. Anledningen var för få anmälda lag, 70 lag var 46 färre än föregående år.

## Slutsegrare, herrar och damer
Stockholms stadion/Djursholm/Stockholms stadion, 30-mannalag 
- 1913 1.07.03 Fredrikshofs IF - -
- 1914 1.05.00 Fredrikshofs IF - -
- 1915 1.05.04 IK Göta - -
- 1916 1.04.43 IK Göta - -
- 1917 1.03.35 Fredrikshofs IF - -
- 1918 1.04.50 IK Göta - -
- 1919 1.04.20 IK Göta - -
- 1920 1.03.55 IK Göta - -
- 1921 1.03.53 IK Göta - -
- 1922 1.03.58 IK Göta - -
- 1923 1.03.21 IK Göta - -
- 1924 1.03.50 IK Göta - -
- 1925 1.03.10 IK Göta - -
- 1926 1.02.21 IK Göta - -
- 1927 1.01.36 Olympic, Frankrike - -
- 1928 1.02.41 IK Göta - -
- 1929 1.03.00 IK Göta - -
- 1930 1.02.09 IK Göta - -
- 1931 1.02.23 IK Göta - -
- 1932 1.01.12 IK Göta - -

Stockholms stadion/Djursholm/Stockholms stadion, 25-mannalag 
- 1933 48.36 SoIK Hellas - -
- 1934 48.06 SoIK Hellas - -
- 1935 47.38 SoIK Hellas - -
- 1936 47.52 SoIK Hellas - -
- 1937 48.11 SoIK Hellas - -
- 1938 47.28 SoIK Hellas - -
- 1939 48.06 Örgryte IS - -
- 1940 48.59 IK Mode - -

Tre varv Laduviken, 25-mannalag 
- 1941 52.16 Studenternas IF - -
- 1942 51.35 Studenternas IF - -
- 1943 52.35 Örgryte IS - -
- 1944 51.53 Studenternas IF - -
- 1945 52.04 SoIK Hellas - -
- 1946 52.17 IK Mode - -
- 1947 51.28 Örgryte IS - -
- 1948 52.18 IK Göta - -
- 1949 52.21 Turebergs IF - -
- 1950 52.04 IK Göta - -
- 1951 52.20 Örgryte IS - -
- 1952 52.21 Turebergs IF - -
- 1953 52.01 Turebergs IF - -
- 1954 52.18 Turebergs IF - -
- 1955 52.14 BUL, Norge - -
- 1956 52.36 Södertälje IF - -
- 1957 52.01 Turebergs IF - IK Göta, Stockholm
- 1958 52.35 Matteuspojkarna - -
- 1959 51.37 BUL, Norge - IK Göta, Stockholm
- 1960 51.21 BUL, Norge 2.09,4 IFK Norrköping
- 1961 51.44 Studenternas IF - -
- 1962 48.56 Studenternas IF - Göteborgs KIK

Stockholms stadion/Skansen Jubellopp, 20-mannalag 
- 1963 35.57 Studenternas IF - -
- 1964 36.23 IFK Lidingö - -

Djurgården/Skansen, 20-mannalag 
- 1965 42.16 Mälarhöjdens IK - -
- 1966 42.00 IFK Lidingö - -
- 1967 41.20 IFK Lidingö - -
- 1968 42.07 Studenternas IF - -
- 1969 43.58 IFK Lidingö - -
- 1970 43.49 IFK Lidingö - -
- 1971 43.49 IFK Lidingö - Gefle IF
- 1972 44.11 Spårvägen GoIF - Gefle IF
- 1973 44.09 IFK Lidingö - Turebergs IF
- 1974 43.49 IFK Lidingö 16.08 Gefle IF
- 1975 43.30 Spårvägen GoIF 15.55 SoIK Hellas
- 1976 43.44 Mälarhöjdens IK - Råby Rekarne GoIF
- 1977 43.37 IFK Lidingö 15.27 IF Göta, Karlstad
- 1978 43.26 Turebergs IF 15.33 Råby Rekarne GoIF
- 1979 43.43 Turebergs IF 15.22 Råby Rekarne GoIF
- 1980 43.40 Turebergs IF - Råby Rekarne GoIF
- 1981 43.17 Spårvägens GoIF 15.11 Malmö AI
- 1982 43.14 Hammarby IF - Malmö AI
- 1983 43.01 Mälarhöjdens IK 15.01 Spårvägens GoIF
- 1984 42.25 Turebergs IF 14.23 Spårvägens GoIF
- 1985 41.59 Malmö AI 14.17 Spårvägens GoIF
- 1986 42.06 IK Gular, Norge 14.28 Spårvägens GoIF
- 1987 42.25 Malmö AI 14.32 Spårvägens GoIF
- 1988 41.51 Malmö AI 14.29 IFK Lidingö

Djurgården/Bellmansro, 15-mannalag. Arrangör: IFK Lidingö 
- 1989 32.05 Mälarhöjdens IK 16.29 Spårvägens GoIF
- 1990 29.52 Malmö AI 13.31 IF Göta, Karlstad
- 1991 30.02 Malmö AI 13.43 IF Göta, Karlstad
- 1992 29.58 Malmö AI - IF Göta, Karlstad
- 1993 29.24 Mölndals IK 13.38 IF Göta, Karlstad
- 1994 30.20 Mälarhöjdens IK - Spårvägens FK
- 1995 30.37 Spårvägens FK - Spårvägens FK
- 1996 29.55 Malmö AI - Spårvägens FK

Djurgården/Bellmansro, 15-mannalag. Arrangör: Hammarby IF 
- 1997 ???? Malmö AI - Spårvägens FK
- 1998 28.58 Hammarby IF - Rånäs 4H

Stockholms stadion/Lill-Jansskogen, 12-mannalag (K 8). Arrangör: Fredrikshofs FIF 
- 1999 19.03,5 Turebergs FK 16.07,2 Malmö AI
- 2000 20.36,7 Turebergs FK 15.47,4 Spårvägens FK
- 2001 20.57,5 Malmö AI 15.55,0 Rånäs 4H
- 2002 21.00,2 Malmö AI 16.19,4 Rånäs 4H
- 2003 20.44,7 Turebergs FK 16.05,2 Rånäs 4H
- 2004 20.42,7 Turebergs FK 16.05,6 Rånäs 4H
- 2005 20.45,7 Hässelby SK 16.03,2 Rånäs 4H
- 2006 20.57,0 Hässelby SK 16.04,2 Täby IS

## Banor
- Premiäråret 1913 var Stockholms stadion start och mål. Banan gick på Norra Djurgården, ut mot Djursholm och sedan tillbaka igen. Dagbladsstafetten hade på den tiden sträcklängder som passade bäst för medeldistanslöpare. De första åren hade den 25 sträckor. På 1920-talet hade stafetten 30 sträckor, och sedan åter 25 sträckor.
- Tävlingen flyttades 1965 till Södra Djurgården. Start och mål förlades då till Solliden på Skansen. I herrklassen minskades samtidigt antalet sträckor till 20.
- 1999 flyttades tävlingen tillbaka till Norra Djurgården, där Stockholms stadion återigen användes som start och mål. I början av 2000-talet hade herrklassen 12 sträckor.

## Övrigt
- Fredrikshofs IF har som enda klubb deltagit i alla upplagor av Dagbladsstafetten 1913-2006.